# Inguna Minusa
Inguna Minusa (Riga, 17 de agosto de 1977) é uma ex-voleibolista indoor e ex-jogadora de voleibol de praia, atualmente treinadora da Letônia, quando atleta de foi medalhista de ouro no Campeonato Europeu de 2009.

## Carreira
Em 1999 forma dupla com Inga Ikauniece e disputaram o Campeonato Europeu de Voleibol de Praia Sub-23 em Schinias e obtiveram a medalha de ouro e conquistaram a medalha de prata no Campeonato Europeu de Voleibol de Praia Sub-23 de 2000 em San Marino.
Na jornada esportiva de 2009-10 atuou na modalidade indoor pelo clube VK Jelgava, depois  disputou o Campeonato Europeu de Voleibol de Praia ao lado de Inese Jursone, este sediado em Sochi e conquistaram a medalha de ouro e o quinto posto no Campeonato Europeu de 2010 em Berlim.
A partir de 2012 passa a ser a treinadora das categorias de base nacional, esteve no comando do time juvenil feminino no Campeonato Europeu e no Mundial da categoria em 2013, atuando como jogadora indoor na temporada 2015-16 pelo RSU/MVS.Em 2019 esteve a frente do elenco adulto no Campoeonato Europeu, retomando a categoria de base no Campeonato Europeu Su-19/Sub-20.